# Mirosław Trzeciak
Mirosław Wojciech Trzeciak (født 11. april 1968 i Koszalin, Polen) er en tidligere polsk fodboldspiller (angriber).
Trzeciak tilbragte størstedelen af sin karriere i hjemlandet hos Lech Poznań, hvor han over to omgange spillede i samlet ni sæsoner. Han spillede også hos ŁKS Łódź, og var desuden udlandsprofessionel i både Israel, Spanien og Schweiz. Med både Lech og ŁKS var han med til at vinde det polske mesterskab.
Trzeciak spillede desuden 22 kampe og scorede otte mål for det polske landshold. Da hele hans landsholdskarriere var i 1990'erne, hvor polakkerne ikke havde succes på landsholdsniveau, nåede han aldrig at repræsentere landet ved en slutrunde.